# Novoathoský klášter
Novoathoský klášter (gruzínsky: ახალი ათონის მონასტერი, přepisováno: akhali atonis monast'eri; abcházsky: Афон Ҿыцтәи аберҭыԥ; rusky: Новоафонский монастырь, Novoafonskij monastyr’) je klášter nacházející se v Novém Athosu, v obci Gudauta, v odtržené republice Abcházii (která je mezinárodně většinou uznávána jako součást Gruzie). Novoathoský klášter byl založen v roce 1875 mnichy, kteří přišli z kláštera sv. Panteleimona na hoře Athos, která je pro pravoslavnou církev důležitým poutním místem již od roku 1054.

## Historie
Nedokončený klášter byl vyrabován během rusko-turecké války v letech 1877–1878 a stavební práce pokračovaly během 80. let 19. století. Stavba byla dokončena až v roce 1900.
Uprostřed západní budovy byla postavena zvonice vysoká 50 metrů. V jejím dolním patře se nachází klášterní jídelna. Uprostřed klášterního komplexu stojí pětikopulový chrám sv. Panteleimona, jehož architektura nese znaky tzv. novobyzantského slohu. Interiér chrámu je vyzdoben nástěnnými malbami, které vznikly mezi lety 1911 a 1914. Chrám sv. Panteleimona je největší katedrálou v Abcházii.
Klášter byl uzavřen v letech 1924 až 1994 kvůli sovětskému pronásledování náboženství. Po tomto období byl klášter navrácen pravoslavné církvi.
V současnosti klášter využívá rozkolnická Svatá metropole Abcházie, zároveň si jej však nárokuje rozkolnická Abchazská pravoslavná církev i Gruzínská pravoslavná církev.

## Současný stav
Novoathoský klášter byl v roce 2006 Gruzií prohlášen za nemovitou kulturní památku národního významu. Celá hora Athos byla zapsána na seznam světového dědictví UNESCO v roce 1988.

## Galerie

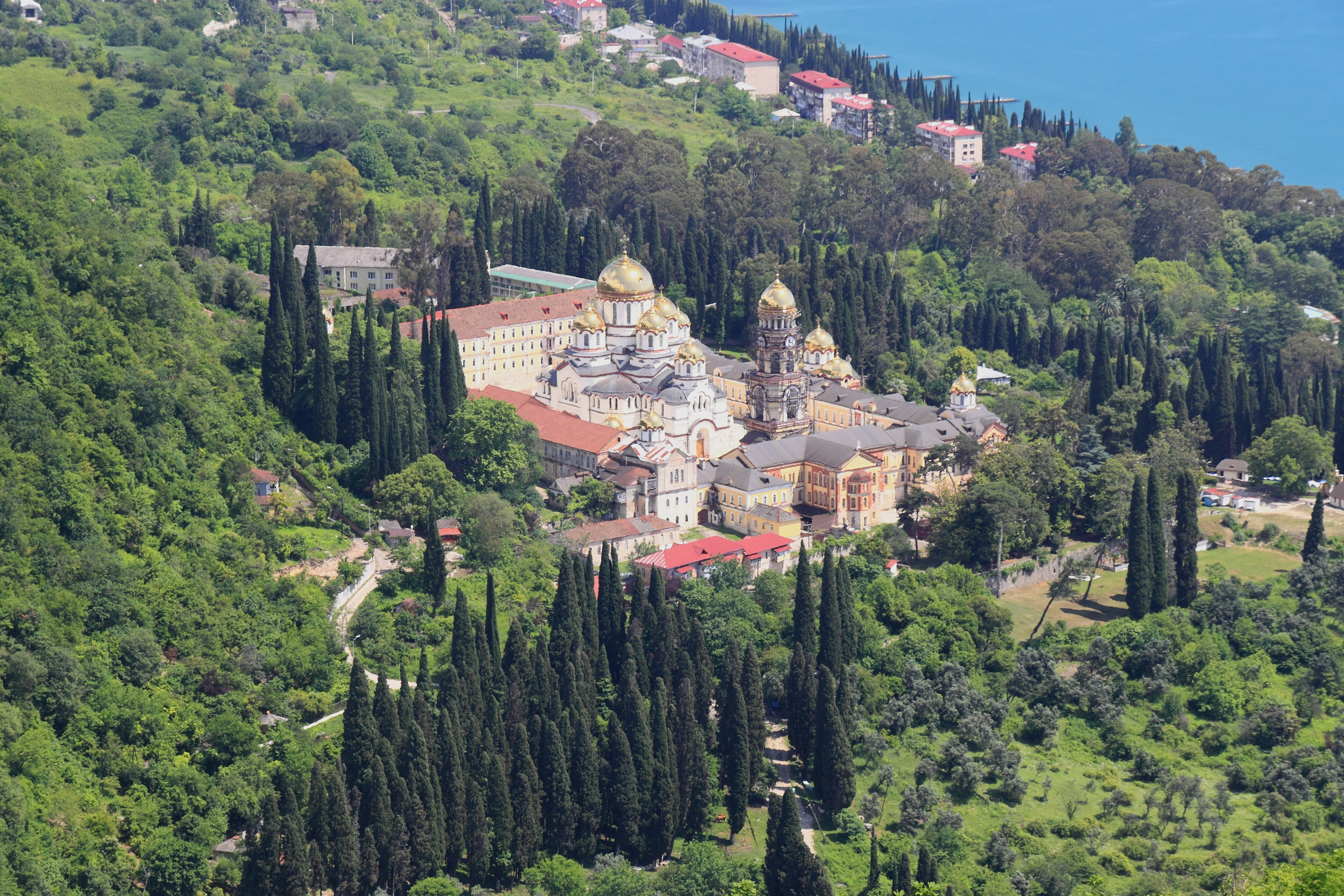
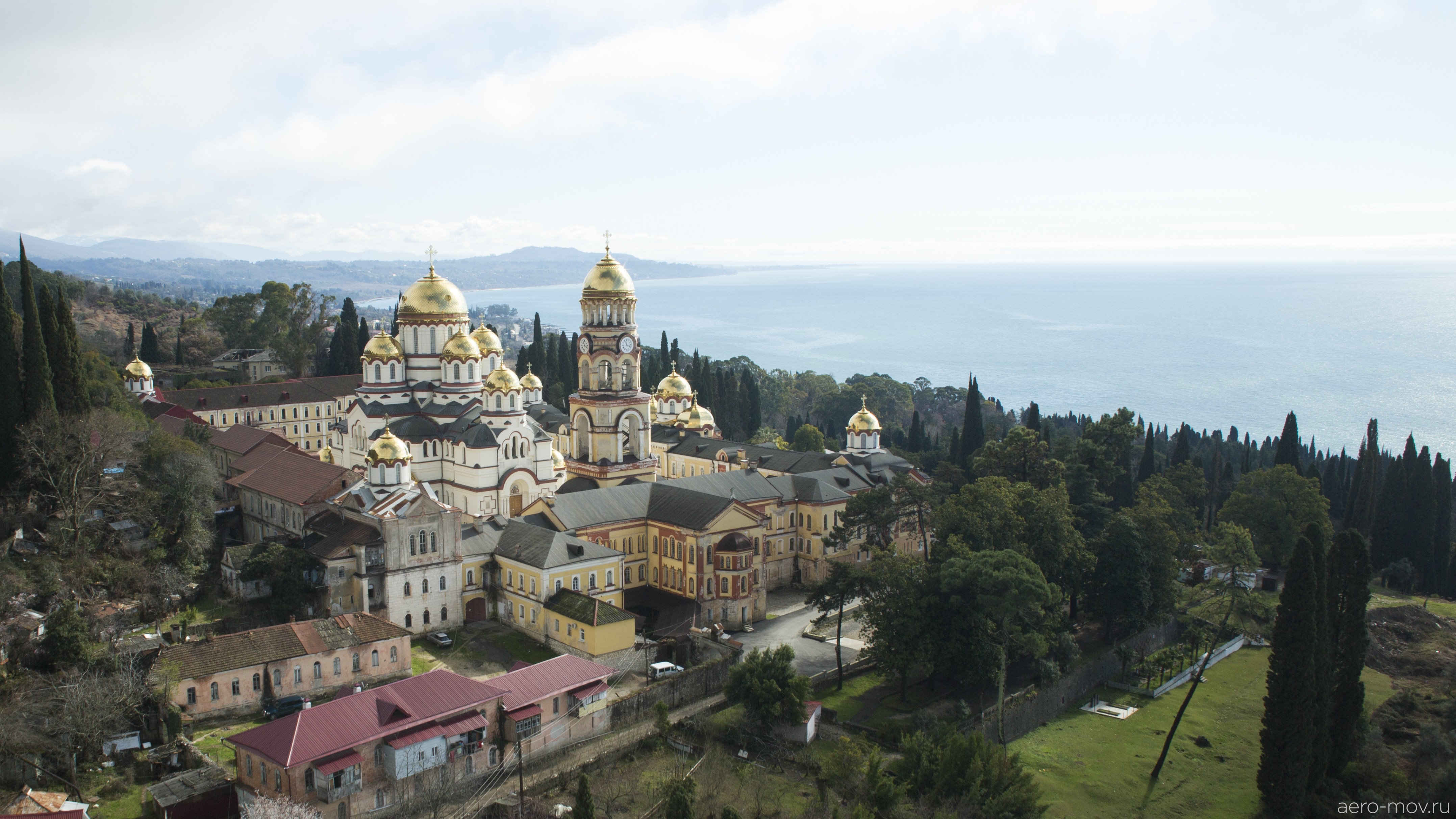